# Konrad Grübel

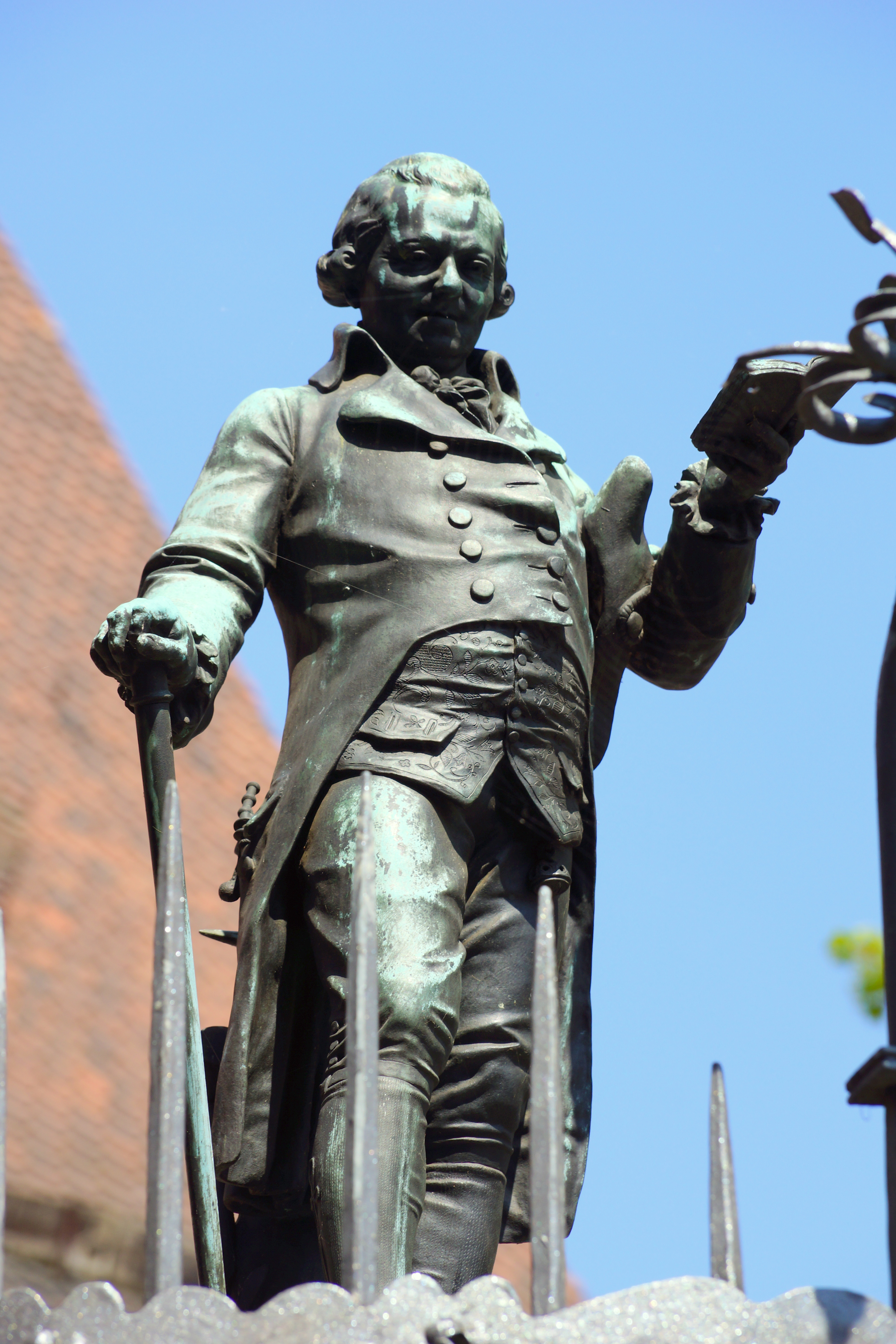
Konrad Grübel, staty i Nürnberg.

Johann Konrad Grübel, född den 3 juni 1736 i Nürnberg, död där den 8 mars 1809, var en tysk folkskald.
Grübel skrev utmärkta dikter från Nürnbergs borgerliga liv på stadens dialekt (1802; ny upplaga 1857). Hans Sämmtliche Werke utkom 1835.